# Tierra Salvaje
La Tierra Salvaje (Savage Land) es una tierra prehistórica ficticia escondida que aparece en cómics estadounidenses publicados por Marvel Comics. Es una reserva tropical escondida en la Antártida, el cual posee clima tropical y formas de vida de la Era Mesozoica, en especial dinosaurios. A lo largo del tiempo, ha servido como base para muchos arcos de historia en Uncanny X-Men, así como en libros relacionados.

## Historial de publicaciones
La Tierra Salvaje apareció por primera vez como La Tierra Donde el Tiempo se Detiene en Marvel Mystery Comics # 22 (agosto de 1941), en el cuento "Khor, el hechicero negro" de Joe Simon, Jack Kirby y Syd Shores. Obtuvo su forma familiar y apodo en X-Men # 10 (marzo de 1965) por cortesía de Stan Lee y Jack Kirby.

## Historia ficticia
En la serie de cómics X-Men, la Tierra Salvaje fue creada por el alienígena Nuwali a instancias de los alienígenas casi omnipotentes de otras dimensiones conocidos como los Beyonders que buscaban observar el proceso de evolución en condiciones relativamente controladas. Entonces, hicieron que los Nuwali establecieran una serie de reservas de caza en varios planetas. Uno de estos planetas fue la Tierra durante el período Triásico donde los Nuwali eligieron un valle en la Antártida rodeado de volcanes activos. Se procedió a instalar una serie de dispositivos tecnológicos avanzados con el fin de mantener un clima tropical. Luego, los extraterrestres llenaron el área con todo tipo de vida terrestre durante los siguientes milenios, como dinosaurios y mamíferos prehistóricos. También trajeron a los Man-Apes, ancestros homínidos anteriores del Homo sapiens.
Los Beyonders finalmente se aburrieron con el experimento, y los Nuwali dejaron de mantener la Tierra Salvaje durante el Pleistoceno Tardío (la era de la Era de Hielo). Sin embargo, la tecnología de auto-mantenimiento que permitió el bolsillo del clima tropical se dejó funcionando, y muchas especies que se extinguieron en otras áreas de la Tierra continuaron prosperando dentro de la Tierra Salvaje.
Más tarde, un grupo de supervivientes humanos de la Atlántida navegó a la Antártida antes del "Gran Cataclismo" que hundió la Atlántida en el océano. Allí, descubrieron una caverna donde encontraron un inmenso dispositivo de control del clima y aprovecharon la tecnología utilizada para mantener en funcionamiento los volcanes de la Tierra Salvaje. Llamaron a su ubicación "Pangea", que es atlante para "paraíso".
Dominaron la ingeniería genética, que se había utilizado en los hombres-simios cuando los Nuwali aún mantenían el área de Tierra Salvaje. Usaron sus técnicas de ingeniería genética para transformar a otros habitantes de la Tierra Salvaje como el Pueblo Dorado, los Hombres Lagarto, los Hombres Reptiles, los Tubantis y otros. Los atlantes los obligaron a trabajar para ellos hasta que estos animales se rebelaron. Después de un tiempo de guerra, los animales exigieron derechos civiles y los atlantes usaron la tecnología para expandir la superficie de la Tierra Salvaje para que vivieran los animales. Cuando cayó el Gran Cataclismo, el imperio Atlante cayó y gracias a las máquinas, las ubicaciones de la Tierra Salvaje se salvaron de hundirse en el mar.
En años más recientes, la Tierra Salvaje fue redescubierto por Lord Robert Plunder, quien se llevó consigo una muestra del metal conocido como "antimetal" o "vibranium antártico". Este metal misterioso tenía la capacidad de producir vibraciones que licuaran todos los demás metales. Huyendo de aquellos que intentaron robar este descubrimiento, Plunder llevó a su hijo Kevin con él para un segundo viaje a la Tierra Salvaje. Desafortunadamente, el mayor Plunder fue asesinado por una tribu local de Man-Apes.
Kevin sobrevivió, gracias a la intervención oportuna del tigre de diente de sable huérfano más tarde conocido como Zabu. Llegó a la adultez en la Tierra Salvaje, convirtiéndose en el aventurero conocido como Ka-Zar. Ka-Zar tenía muchos equipos con los X-Men, que primero revelaron la existencia de la Tierra Salvaje, Spider-Man y muchos otros superhéroes que habían visitado la Tierra Salvaje. Más tarde conoció y se casó con Shanna la Diablesa.
La existencia de la Tierra Salvaje es de conocimiento común en todo el mundo. Hubo un tiempo en el que hubo viajes de prensa patrocinados por la compañía petrolera Roxxon. El fotógrafo de Daily Bugle, Peter Parker fue enviado y ayudó a descubrir la manipulación poco ética y peligrosa de los recursos locales de Roxxon.
En un momento, Spider-Man se asoció con Ka-Zar para salvar a Gwen Stacy de Kraven el Cazador y Gog en el momento en que su clase y J. Jonah Jameson visitaban la Tierra Salvaje.
Muchos villanos han amenazado a la Tierra Salvaje, incluidos Sauron, Garokk, Magneto y Thanos.
En el número 257 de "The Avengers", la Tierra Salvaje fue diezmada por un alienígena malvado llamado Terminus (o uno de sus peones) cuando destruyó las máquinas que mantenían el clima tropical. Muchos de los nativos de la Tierra Salvaje fueron salvados de la destrucción subsiguiente por M'rin: El Señor de la Guerra de los Cielos, que los llevó a su propia dimensión nativa a la seguridad. Ka-Zar, Shanna y Zabu vagaron hasta que el Alto Evolucionador (con la ayuda de los X-Men, M'rin y Garokk) restauró la región y sus criaturas, lo que les permitió regresar a la Tierra Salvaje con su hijo recién nacido. Los otros nativos que se habían refugiado en la dimensión de M'rin también regresaron.
Algún tiempo después, Spider-Man hizo que Dinosaurio Diablo y Chico Luna emigraran a la Tierra Salvaje después de rescatarlos de Ringmaster.
La evidencia en las páginas de los Nuevos Vengadores sugiere que S.H.I.E.L.D. está operando en la Tierra Salvaje, extrayendo vibranio mientras usa a la población indígena como mano de obra esclava, pero estas operaciones han sido clasificadas, y la operación fue aparentemente diezmada por un misil desde el Helicarrier durante un ataque de los Nuevos Vengadores. El equipo solo sobrevivió gracias al campo de fuerza de Iron Man.
La Tierra Salvaje aparece en la serie limitada de Garras, que sirve como un lugar de venganza para Wolverine y Gata Negra en Arcade y Conejo Blanco. Después de derrotar a los dos villanos, los héroes los dejaron varados.
En X-Men: Divided We Stand, Cyclops y Emma Frost estaban de vacaciones allí hasta que Archangel se puso en contacto con ellos acerca de San Francisco que se parecía a la década de 1960.
Alyosha Kravinoff huyó a la Tierra Salvaje después de que Punisher saboteó su zoológico.
Durante la historia de Secret Invasion, Ka-Zar y Shanna descubren que los Skrulls extraen vibranium. Los Nuevos Vengadores y los Poderosos Vengadores se dirigen hacia la Tierra Salvaje donde se avistó una nave Skrull derribado. Luke Cage abre la nave Skrull derribado y un gran grupo de superhéroes Marvel con apariciones y disfraces más antiguos salen, hablando como si creyeran ser auténticos. Pronto comienzan una pelea donde el Spider-Man de la nave es asesinado por un Tiranosaurio y regresa como un Skrull. El Hawkeye de la nave es asesinado por Ronin y regresa a un Skrull. Esto hace que los superhéroes del barco se dispersen en la jungla. Spider-Man de los Nuevos Vengadores es derribado por un tiranosaurio y termina enfrentando a Ka-Zar, Shanna, Zabu y Sauron, así como a otros habitantes locales (desde los Sun People, los Swamp Men y los Tree People) En el punto donde Spider-Man acusa a Ka-Zar y Shanna de ser Skrulls, el Capitán América de la nave ataca y piensa lo mismo para Spider-Man. Cuando el Capitán América es golpeado por un dardo cubierto con algún tipo de veneno, regresa a un Skrull llamado Pit'o Nilli y luego es asesinado por Shanna. La nave de Bestia queda atrapada bajo tierra con Wonder Man. Los dos intentan escapar juntos, pero Bestia traiciona a Wonder Man ya que los dos están a punto de regresar a la superficie. Durante esto, Iron Man usa una instalación científica abandonada cercana para tratar de recrear su armadura original. Cuando se trató del enfrentamiento con los equipos de Vengadores, los nativos de la Tierra Salvaje y los héroes del barco, Mister Fantástico y Abigail Brand usaron un láser para identificar a los héroes de la nave como Skrulls. Ka-Zar se unió a los equipos de Vengadores para luchar contra los Skrulls en Nueva York, mientras que Shanna y los otros nativos de la Tierra Salvaje cazaron a los Skrulls restantes que se escondían en la Tierra Salvaje.
Después de los eventos de Second Coming durante la historia de Heroic Age, Cyclops toma un tiempo libre para ir a cazar en la Tierra Salvaje durante la cual se encuentra con Steve Rogers. Steve Rogers le sugiere a Cyclops que saque a los X-Men de las sombras y los lleve a la luz como héroes. Steve Rogers también hace arreglos para que el presidente le otorgue a Scott la Medalla de la Libertad Presidencial, que influye en la gente de San Francisco para darle la bienvenida a los X-Men.
Casi al mismo tiempo después de su derrota después de la búsqueda de "arañas" en la historia de Grim Hunt, la Familia Kravinoff también reside actualmente en la Tierra Salvaje.
Más tarde se revela que Miek y los otros imperiales y nativos de Sakaar que vinieron con Hulk en la "Segunda Guerra Mundial Hulk" se habían establecido en la Tierra Salvaje construyendo un pueblo llamado Nueva Imperia.
Durante la historia de Avengers vs. X-Men, el Capitán América termina peleando con Gambito en la Tierra Salvaje.
Como parte del evento Marvel NOW!, algunas de las semillas de la evolución de El Jardín habían caído en la Tierra Salvaje. Mientras trabajan para tenerlo bajo control, los Vengadores encuentran que A.I.M. también está allí donde prueban la fórmula extraída de uno de los pods y lo prueba en su interno, el Dr. Jema. La fórmula pone presión sobre el Dr. Jema justo cuando llegan los Vengadores.
Como parte de "All-New, All-Different Marvel", Magneto lideró un nuevo equipo de X-Men para proteger a toda costa de mutantes con su base en la Tierra Salvaje.
Durante la historia de "Empyre", los Cotati han invadido la Tierra Salvaje.

## Estado de conservación
La versión del Universo Marvel de las Naciones Unidas considera que la Tierra Salvaje es una reserva de vida silvestre internacional y prohíbe cualquier explotación comercial de sus recursos. Las áreas de la Tierra Salvaje son lo suficientemente dóciles como para que los X-Men las visiten para recreación, incluso para tener una casa de vacaciones allí.

## Puntos de interés
Hay algunos lugares famosos en la Tierra Salvaje:
- Altar de la Muerte - Aquí es donde los Hombres del Pantano realizan sus rituales de sacrificio a sus dioses.
- Ciudad del Dios Sol: está en ruinas.
- Montañas de la eternidad
- Fallen Heights
- Gondora - Una ciudad que residió debajo de un volcán inactivo. Fue destruido cuando el volcán entró en erupción.[20]
- Gorahn Sea - Un mar interior.
  - Isla Naghen: una isla en el mar de Gorahn.
  - Territorio Tubanti - El dominio de los Tubanti.
- Ciudadela del Alto Evolucionador: aquí era donde residía el Alto Evolucionador cuando una vez operó en la Tierra Salvaje.
- Lago Perdido
- Nieblas místicas
- Nueva Imperia - Una aldea habitada por los refugiados de Sakaar.
- Pangea: este lugar es donde los atlantes tenían su colonia y allí encontraron la tecnología Nuwali.
  - Athmet
    - Pterons - Como su nombre indica, es donde viven los Pteros.

  - Atlantea - El territorio más grande de Pangea.
    - Chotorea: una región helada donde viven los muñecos de nieve.

  - Mot -
  - Shalan -
    - Aerie Shalan - Se trata de la ciudad de los Aerians.
    - Botor - Es la tierra de la Gente del Árbol.
    - Monte Flavius - Una montaña en Shalan.

  - Thonos -
  - Zarhan: una parte artificial de Pangea que contiene Lemuria y Pandori.
    - Lemuria - El dominio de los Lemuras.
    - Pandori - El dominio de la gente gato.

  - Tierra Zuvi -
- La ciudadela de Sauron: aquí es donde reside Sauron.
- Isla Skull - Esta isla fue atacada por los hombres del pantano.
- Tierras de archivo
- Río Tabarr
- Valle de los géiseres: aquí es donde Ka-Zar, Shanna, la diablesa y Zabu lucharon contra Gregor.
- Pueblo de las Tribus Unidas: los representantes de las Tribus Unidas residen aquí.

## Vida Salvaje
La fauna de las Tierras Salvajes consiste en criaturas prehistóricas que se extinguieron en el resto del mundo. Los Nuwali crearon las Tierras Salvajes y las poblaron con muchos tipos de animales extintos desde el Triásico hasta el Pleistoceno hasta que dejaron de mantener las Tierras Salvajes.
- Ankylosaurus – Un Ankylosaurus fue encontrado muerto por Ka-Zar y Zabu donde vieron una flecha. Más tarde, otro ataca a Ka-Zar y Zabu hasta que Ka-Zar lo apuñala con un tronco.
- Apatosaurus – El Apatosaurus es uno de los dinosaurios que vive en las junglas y praderas de la Tierra Salvaje.
- Archaeopteryx – El Archaeopteryx es uno de los dinosaurios que vive en las junglas de la Tierra Salvaje.
- Arsinoitherium – Un Arsinoitherium ataca a Shanna hasta que es salvada por Dherk.
- Brachiosaurus – El Brachiosaurus es uno de los dinosaurios que vive en las junglas y praderas de la Tierra Salvaje.
- Dimetrodon –  Un Dimetrodon atacó a uno de los hombres de Ramona y Ka-Zar luchó contra él.
- Dire Wolf – El Dire Wolf es uno de los mamíferos prehistóricos que vive en las junglas de la Tierra Salvaje.
- Doedicurus – Un Doedicurus es uno de los mamíferos prehistóricos que vive en las junglas de la Tierra Salvaje.
- Elasmosaurus – Un Elasmosaurus atacó a Ka-Zar y luchó contra él en el mar de Gorhan, hasta que es asesinado por un Zeuglodon.
- Eohippus – Eohippus vaga por las junglas y praderas de la Tierra Salvaje.
- Iguanodon - El Iguanodon es uno de los dinosaurios que vive en las selvas y praderas de la Tierra Salvaje.
- Mastodonte – Ka-Zar usó un rugido ensordecedor para llamar a toda una manada de mastodontes para arrasar el fuerte de los Hombres del Pantano.
- Nothosaurus – El Nothosaurus es uno de los reptiles que vagan por la Tierra Salvaje.
- Ornithomimus – El Ornithomimus es uno de los dinosaurios que vive en las praderas de la Tierra Salvaje.
- Pteranodon – Varios Pteranodon atacaron a Ka-Zar y Zabu y lucharon contra ellos.
- Pterodáctilo –  Varios Pterodáctilos atacaron a Shanna, Ka-Zar y Zabu.
- Smilodon – Smilodon es uno de los gatos famosos de las Tierras Salvajes. Muchos de ellos han sido cazados por la tribu Man-Ape liderada por Maa-Gor, dejando a Zabu como el único Smilodon vivo confirmado.
- Stegosaurus – El Stegosaurus es uno de los dinosaurios que vive en las junglas y praderas de la Tierra Salvaje.
- Styracosaurus – Una hembra Styracosaurus atacó a Ka-Zar, hasta que lo hizo caer por un acantilado.
- Synthetoceras – El Synthetoceras es uno de los mamíferos prehistóricos que vive en las junglas de la Tierra Salvaje.
- Therizinosaurus – El Therizinosaurus es uno de los dinosaurios que vive en las selvas y praderas de la Tierra Salvaje.
- Triceratops – El Triceratops es uno de los dinosaurios que vive en las junglas y praderas de la Tierra Salvaje.
- Tylosaurus – Un Tylosaurus fue visto comiendo un lagarto volador cerca de la orilla de un río que los nativos llaman el gigante.
- Tyrannosaurus – El Tyrannosaurus se encuentra entre los mayores depredadores de la Tierra Salvaje y ha atacado a Ka-Zar y a otros héroes de Marvel que habían visitado la Tierra Salvaje.
- Velociraptor – El Velociraptor es uno de los dinosaurios que vive en las junglas de la Tierra Salvaje.
- Mamut Lanudo – El Mamut Lanudo es uno de los mamíferos prehistóricos que vive en las junglas de la Tierra Salvaje.
- Rinoceronte Lanudo – El Rinoceronte Lanudo es uno de los mamíferos prehistóricos que vive en las junglas de la Tierra Salvaje.
- Zeuglodon – Un Zeuglodon ataca y mata a un Elasmosaurus en el mar de Gorhan.

## Razas de la Tierra Salvaje
Hay muchos tipos de razas en la Tierra Salvaje y Pangea. El Nuwali transportaba al hombre primitivo ahora conocido como el Hombre-Simio, que a diferencia del resto del mundo prosperó hasta el siglo XXI. Los próximos en llegar fueron los antiguos atlantes que agregaron la región como parte de su imperio. Utilizaron la tecnología de Nuwali para mutar a los Hombres-Simios en varios Hombres-Bestia para realizar ciertas tareas. Estos esclavos se rebelaron después del gran Cataclismo e hicieron de Pangea su hogar. Muchos atlantes se quedaron y sus difuntos se convirtieron en las diversas tribus humanas, algunos se aferraron a las viejas formas y tecnologías, pero la mayoría se olvida y recurre a sociedades de cazadores-recolectores más primitivas.
Desde entonces, las diferentes razas de la Tierra Salvaje se han clasificado entre las tribus humanas, los primeros homínidos, los Hombres-Bestia y la miscelánea. Otras especies incluyen criaturas parecidas a mofetas.
Entre las razas de la Tierra Salvaje se encuentran:

### Tribus humanas
- Awakilius: los Awakilius son una tribu de pigmeos que viven en la Tierra Salvaje y son descendientes de los inmigrantes que vinieron de África. Ka-Zar y Shanna la Diablesa impidieron que el jefe de Awakilius sacrificara un Lemuran.[21]
- Bhadwuans: los Bhadwuans son una sociedad de personas avanzadas que viven en la Tierra Salvaje y que son los supuestos descendientes de los atlantes. Se especializan en magia, pueden volar y pueden descargar energía cuando actúan al unísono. Viven en el reino místico de Bhadwuan y observaron la Tierra durante un milenio. Algunos Bhadwan querían cambiar el entorno de la Tierra Salvaje solo para que Ka-Zar los detuviera.[22]
- Gente-Gato: la Gente-Gato es una raza nómada parecida a un gato que habita en Pandori, Pangea y en la periferia de la sociedad Lemuran. Son una sociedad de cazadores-recolectores. La Gente Gato adora y mata a los Smilodons y otros grandes felinos que viven en la Tierra Salvaje. Estos Gente-Gato son muy diferentes de la Gente-Gato que están asociadas con Tigra.[23]
- Gente del Bosque del Acantilado: la Gente del Bosque del Acantilado son una tribu de humanos que viven en un acantilado en la Tierra Salvaje. Estaban aliados con los Durammi contra una tribu bárbara sin nombre.[24]
- Durammi - los Durammi son una tribu de humanos que viven en un valle pacífico dentro de la Tierra Salvaje. Estaban aliados con el Gente del Bosque del Acantilado contra una tribu de bárbaros sin nombre.[24]
- Gente-Otoño: la Gente-Otoño es una tribu de cazadores-recolectores que vive en aldeas y está dirigida por un jefe. Su apariencia y cultura eran similares a las de los nativos americanos. Ka-Zar era muy amigable con la Gente-Otoño, y su jefe Tongah era su mejor amigo. La mayoría de la Gente-Otoño murieron en ataques del Pueblo del Sol y de los extraterrestres de Quarlians. La Gente-Otoño se hicieron amigos de los X-Men. La Gente-Otoño es una facción fuerte en las tribus unidas.[25]
- Gondorianos: los Gondorianos son una tribu de humanos que habitan en Gondora, una ciudad en un volcán inactivo. Fue gobernado por un Hombre-Dios cuyo nombre real era Montgomery Ford, un científico renegado del mundo exterior. Usó la tecnología para construir la ciudad y gobernar con un puño de hierro. Gondora ha sido destruida con algunos de sus habitantes que han escapando.[20]
- Gwundas: los Gwundas son una raza de humanos primitivos que viven en la Tierra Salvaje. Son una sociedad de cazadores-recolectores. Ka-Zar una vez salvó a su tribu de un Tiranosaurio que desataron accidentalmente.[26]
- Gente del Bosque de la Colina: la Gente del Bosque de la Colina son una raza de humanos primitivos que viven en la Tierra Salvaje. Son una tribu agrícola cuando tropezaron con una cápsula que contenía Grond de Gondwanaland (que fue colocada en animación suspendida por sus creadores). La Gente del Bosque de la Colina adoraba la cápsula hasta que Grond se despertó y fue derrotado por Ka-Zar.[27]
- Lemurianos: los Lemurianos son una sociedad de humanos que habitan Lemura, un área de la sección de Pangea conocida como Zarhan. Su nivel de tecnología es el mismo que el de la Inglaterra medieval. Estos humanos son fuertemente leales a su monarquía. Los Lemuranos fueron aliados de los Pterons durante mucho tiempo.[26]
- Locot: los Locots son una sociedad de cazadores-recolectores que han estado en guerra con los Noweks.[28]
- Nowek - los Noweks son una sociedad de cazadores y recolectores que han estado en guerra contra las tribus que están menos desarrolladas.[28]
- Palandorianos: los Palandorianos son una tribu de humanos que viven en una isla rodeada por un lago en la Tierra Salvaje original. Viven en la ciudad de Palandor y montan lagartos gigantes. Su cultura probablemente deriva de la antigua Atlántida (igual que los Lemuranos). Los Palandorianos a menudo eran acosados por los klantorres. Durante el reinado de la Reina Omel, los Palandorianos realizaron sacrificios humanos que cesaron cuando un Apatosaurus mutado destruyó el templo que mató a la Reina Omel.[29]
- Gente del Sol: la Gente del Sol controla el Imperio del Sol, anteriormente gobernado por su sacerdotisa, la reina Zaladane. Eran el grupo más poderoso de seres sintientes dentro de la Tierra Salvaje y establecieron un pequeño imperio a través de la conquista. Ellos conquistaron en nombre de su dios sol Garokk. Aunque la Gente del Sol fue representada como de piel verde en el Manual Oficial del Universo Marvel # 19 (diciembre de 1987), de hecho, son indistinguibles de los caucásicos comunes (ver Zaladane). La citada entrada del Manual, de hecho, describió erróneamente a un Sheenarian, miembro de una raza extradimensional que una vez invadió la Tierra Salvaje (vista por primera vez en Ka-Zar: El Señor de la Selva Oculta # 14). Durante en la historia de la invasión secreta, la Gente del Sol fueron representados entre los aliados de Ka-Zar en su lucha contra los Skrulls, presumiblemente como resultado del error mencionado anteriormente como referencia.[25]
- Hombres del Pantano: los Hombres del Pantano son humanoides cubiertos de pies a cabeza en cabellos que viven en los pantanos de la Tierra Salvaje. Estos pueblos tribales tienen un nivel de tecnología comparable al de la Edad Oscura de Europa, montan aves gigantes y están altamente capacitados para diseñar armas. Son enemigos continuos de Ka-Zar. Los hombres del pantano adoraron durante mucho tiempo a Umbu el Desvivido, un robot gigantesco construido por los alienígenas saggitarianos. Los Mutados de la Tierra Salvaje son hombres pantanos que Magneto sometidos a mutación por medios artificiales. Durante la historia de Secret Invasion, algunos de los Hombres del Pantano se unieron a Ka-Zar en su lucha contra los Skrulls.[30]
- Sylandianos: los sirlandeses son una sociedad de humanos que son descendientes de los antiguos atlantes. Viven en Sylanda, una ciudad de vidrio ubicada en la Montaña de la Oscuridad de la Tierra Salvaje. Se aferran a sus formas atlantes ya que su nivel de tecnología es alto. Los sirios usan el Agua de la Vida para curar todas las enfermedades y lo usaron para tratar a las personas de la Tierra Salvaje durante siglos. Su ciudad fue dañada más tarde por un gran dinosaurio.[31]
- Tandar-Kaans - Los Tandar-Kaans son una tribu de personas que viven en la Tierra Salvaje. Son expertos constructores de barcos y pescadores. Formaron una comunidad de barcazas en el río Tabar que les permite trasladarse a nuevas costas cuando lo desean.[32]
- Tokchis: los Tokchis aún no se han visto en los cómics, pero se han mencionado mucho. Se menciona que son una sociedad humana de cazadores y recolectores que usan walkie-talkies. Ka-Zar formó una alianza con ellos para coordinar esfuerzos para cazar.[33]
- Tordon-Naans: los Tordon-Naans habitan una ciudad llamada Tordon-Naa en un valle aislado en las profundidades de la Tierra Salvaje detrás de la "cortina de las lágrimas de los dioses". Adoran al dios Ilaka-Aron y sus creencias fueron manipuladas, Sylitha, que buscaba un mayor poder. Los Tordon-Naans son una colonia hindú perdida, ya que su cultura se parece mucho a la de la antigua India.[34]
- Tribu del Fuego: la Tribu del Fuego es una tribu de humanos que viven en la Tierra Salvaje. Son una sociedad de cazadores y recolectores. Algunos de los miembros de la tribu fueron utilizados en un experimento realizado por un robot Apocalipsis hasta que Wolverine lo destruyó. Los cyborgs de estos experimentos se unieron a la Tribu de Fuego.[35]
- Gente del Agua: la Gente del Agua es una tribu de humanos que viven en la Tierra Salvaje. Son una sociedad de cazadores-recolectores que viven cerca de los ríos donde sobreviven de la pesca.[36]
- Gente-Cebra: la Gente Cebra vive en los pantanos y también se la conoce como la tribu del pantano. Son una sociedad integrada racialmente formada por personas blancas y negras, que usan maquillaje sobre su cuerpo en forma de rayas similares a cebra. La gente blanca de cebra usa rayas negras y la gente negra de cebra usa rayas blancas. La Gente Cebra son conocidos por montar dinosaurios que han domesticado.[37]
  - Gente-Lagarto: También hay una facción maliciosa de Gente Cebra llamada Gente Lagarto, que llevaba una armadura de reptil y trabajaba para Zaur y Sheeas la Bruja. Zaur y aquellos que eran miembros de la Gente Lagarto regresaron a la Gente Cebra después de la muerte de Sheeas la Bruja. Por supuesto, algunos de ellos pueden haber conservado las tradiciones de la Gente Lagarto.[37]

### Homínidos primitivos
- Hombres-Simio: los Hombres-Simio consisten en todas las especies de simios erectos que se convirtieron en el hombre. Cada grupo vive en su propio territorio y tiene su propio nivel de tecnología. Las especies más avanzadas de Hombres-Simio (los Neandertales) son la raza humana más dominante de la Tierra Salvaje y son capaces de derribar incluso a los dinosaurios más grandes.[38]
- Kantos: los Kantos son una raza de humanos primitivos que viven cerca de un río subterráneo.[27]
- Karems: los Karems son una raza de humanos primitivos que viven en la Tierra Salvaje. Son una sociedad de cazadores-recolectores. Muchos de los Karem fueron secuestrados por Nuwali y Saqueador utilizando el hueso Motyka (un hueso de teletransportación que se perdió durante siglos), pero fueron rescatados por Ka-Zar y Shanna la DIablesa.[39]
- Hombres-Mono: los Hombres-Mono son tribales, humanoides muy primitivos que habitan en cuevas y se parecen a los neandertales. Estas criaturas salvajes fueron los primeros seres humanoides nativos de la Tierra que habitaron la Tierra Salvaje. Los científicos atlantes utilizaron a los Hombre-Monos como sujetos en los experimentos mediante los cuales crearon las diversas razas no humanas de la Tierra Salvaje. Se dice que los miembros de Hombres-Mono conocido como la tribu de Maa-Gor fueron los últimos Hombres-Monos vivos en la Tierra Salvaje. Ka-Zar mató a todos los Hombres Monos de la tribu de Maa-Gor, excepto al propio Maa-Gor. Parece probable que los Hombre-Monos sean los únicos humanoides que quedan en la Tierra a los que no se les ha alterado el genoma, como las otras razas en la Tierra Salvaje o como los humanos en el mundo exterior fueron experimentados por los Celestiales.[30]

### Hombres-Bestia
- Aerians: los Aerians son una raza de Hombres-Bestia de tipo aviar con grandes alas emplumadas que les permiten volar. Cada miembro tiene un color diferente de piel y plumas a juego (verde, azul, naranja, etc.). Están ubicados en la ciudad de Aerie Shalan, que se encuentra en un pilar de piedra sobre Pangea. Están gobernados por una tecnocracia, dirigida por un científico jefe. Su tecnología avanzó mucho más que la de los científicos humanos porque se adaptaron y mejoraron al sobrevivir a la tecnología atlanteana antediluviana. Los aerianos se convirtieron en los principales aliados de Ka-Zar y Shanna, la demonio de Pangea, quienes los ayudaron en su guerra con los Pterons.[33]
- Gorankianos: los Gorankianos son una raza de Hombres-Bestia de piel gris, parecidos a simios, semiinteligentes, con pequeños colmillos que salen de la mandíbula inferior, orejas puntiagudas y una cantidad sorprendentemente pequeña de cabello. Son de naturaleza tribal y liderados por Etuban. Los gorankianos son una sociedad de cazadores-recolectores y son enemigos de larga data de los uruburianos. Ka-Zar ayudó a resolver su disputa al hacer que jugaran diferentes juegos que incluyen béisbol para prevenir una guerra total.[26]
- Jeriens: los Jeriens son una raza de pterosaurios como Hombres Bestia, que viven en la Tierra Salvaje.[40]
- Klantorrs: los Klantorrs son una raza de hombres-bestia parecidos a saurios con alas de pterosaurio que habitan en el bosque que rodea a Palandor. Tienen un gusto por la carne humana. Posiblemente se debió a los retoques genéticos de los antiguos atlantes, al igual que a los retoques genéticos que dieron lugar a las creaciones de los Aerianos y los Pterones. Han cazado ocasionalmente a los palandorianos.[29]
- Hombres-Lagarto: los Hombres Lagarto son una raza parecida a un lagarto que fue uno de los Hombres Bestia creados por los Antiguos Atlantes. Hubo dos Hombres Lagarto diferentes que vivieron en la Tierra Salvaje, donde son muy diferentes de los Hombres Lagarto de Subterránea y los Hombres Lagarto de Tok (del Microverso).
  - Hombres Lagarto de Vala Kuri - El primer grupo de Hombres-Lagarto es una sociedad de cazadores-recolectores de Hombres Bestia con orejas puntiagudas y reside en la ciudad de Vala Kuri. Los Hombres Lagarto de Vala Kuri son pacíficos por naturaleza. Están protegidos de la gente del sol por Ka-Zar y Garokk. Tienen antepasados en los Hombres Lagarto y los Waidians.[25]
  - Hombres Lagarto de la Reina Iranda: el segundo grupo de Hombres Lagarto era en realidad un grupo de humanos alterados místicamente que desaparecieron de su aldea y se convirtieron en Hombres Lagarto por la Reina Iranda. Cuando Ka-Zar viene en su ayuda, él apenas se les escapa y logra escapar con la corona de la Reina Iranda, que hizo retroceder a la Reina Iranda a un lagarto y los Hombres Lagarto a sus formas humanas.[41]
- N'Galans: los N'Galans son dinosaurios humanoides con posibles vínculos con los Hombres Lagarto y son una sociedad de cazadores-recolectores. La mayoría son altamente supersticiosas. El entrenador de Kraven el Cazador, Gregor, obligó a los N'Galans a trabajar para él cuando sirvió los intereses de Pillard en la Tierra Salvaje.[22]
- Pterons: los Pterons son una raza de Hombres-Bestia que se parecen mucho a los Pteranodons humanoides y tienen la capacidad de volar con sus enormes alas. Habitan las cavernas de Athmeth debajo de Pangea. Ellos son gobernados por su rey Khalf. Los Pterons iniciaron una guerra contra los Aerianos que terminó con la muerte de gran parte de la raza Pteron en un derrumbe.[33]
- Hombres-Reptil: los Hombres-Reptil son una raza de saurios de piel verde que residen en las marismas de la Tierra Salvaje. Son una sociedad de cazadores y recolectores. Cuando el extraterrestre Quor se estrelló en la Tierra y se encontró con los Hombres Reptil, los convenció de que fueran sus líderes y les proporcionó tecnología avanzada. Los Hombres Reptil comenzaron a saquear los depósitos de Vibranium de otras tribus como el Pueblo Dorado que atrajo la atención de Ka-Zar. Una vez que Ka-Zar logró derrotar a Quor con la ayuda de la Gente Dorada, los Hombres Reptil se retiraron.[42]
- Gente del Árbol: la Gente del Árbol es una raza de Hombres Bestia que se parece mucho a los humanos, aunque tienen colas largas y prensiles como las de un mono. Viven en Botor (un pueblo de árboles en Pangea) y son una sociedad de cazadores-recolectores. Shanna la Diablesa se casó brevemente con una de la Gente del Árbol llamado Mele. Durante la trama de la invasión secreta, algunos de los Gente del Árbol se unieron a Ka-Zar en su lucha contra los Skrulls.[43]
- Tubanti: los Tubantis son una raza de Hombres Bestia de tipo pez que habitan en el interior del mar de Gorahn en Pangea. Sirvieron brevemente al demonio Belasco cuando intentó conquistar la Tierra Salvaje. Los Tubantis son aliados de los Lemuranos y las otras razas de la Tierra Salvaje.[44]
- Uruburianos: los Uruburianos son una raza de Hombres-Bestia con rostros y colmillos felinos no especificadas que viven en la Tierra Salvaje como una tribu de cazadores-recolectores. Los Uruburianos son enemigos de larga data de los gorankianos. Ka-Zar ayudó a resolver su disputa al hacer que jugaran diferentes juegos que incluyen béisbol para prevenir una guerra total.[26]
- Waidians: los Waidians son una raza de Hombres Bestia con forma de dinosaurio de piel verde que viven en la Tierra Salvaje. Son una sociedad de cazadores y recolectores y son muy pacíficos. Cuando Ka-Zar era un adolescente, fue entrenado por el sabio Waidian llamado Benazu.[22]

### Otros
- Dissians: los Dissians (también conocidos como los Hijos de Dis) son humanoides subterráneos de piel amarilla que son los descendientes de la tripulación de Dante. Ellos residen en la ciudad subterránea de Belasco, debajo de la Tierra Salvaje. Algunos disios pueden emitir ráfagas de energía de sus ojos.[45]
- Etéreos: los Etéreos son una raza de humanoides avanzados que fueron mejorados genéticamente por los Nuwali hace miles de años. Hasta hace poco, eran consideradas míticas por las otras tribus de la Tierra Salvaje. Son culturalmente arrogantes y hostiles a los forasteros.[46]
- Gente-Dorada: la Gente-Dorada es una raza de humanos de piel amarilla que residen en la Tierra Salvaje. Son los descendientes de los gortokianos de Subterránea. Son aliados de Ka-Zar desde hace mucho tiempo y han salvado la tecnología atlante.[42]
- Hauk'kas: los Hauk'kas son una raza de saurios que evolucionaron de los dinosaurios de la misma manera en que la humanidad evolucionó de los simios. Los Hauk'kas poseen tecnología, cultura y civilización que rivaliza con la raza humana. Los Hauk'kas tienen un buen conocimiento del lado sobrehumano de la raza humana. Un consejo de ancianos saurianos sirven como líderes de los Hauk'kas. Los X-Men se encontraron por primera vez con los Hauk'kas cuando investigaban la misteriosa resurrección de Psylocke, al mismo tiempo que los Hauk'kas capturaban a los saurios que los X-Men ayudaron a emigrar a la Tierra Salvaje. Los Hauk'kas están actualmente en términos neutrales con la raza humana.[47]
- Hombres-Neo: los Hombres-Neo son una sociedad de humanos mutados que fueron mutados por la tecnología Nuwali.[48]
- Nhu'Gari: los Nhu'Gari son una raza de humanos mutados con formas aladas. En realidad, fueron alterados por las propiedades radiactivas del Valle Hidden, que también les proporciona telepatía. El Nhu'Gari una vez se alió con Magneto. Su ciudad fue destruida más tarde por levantamientos volcánicos.[49]
- Tribu-Roca: la Tribu-Roca son un grupo de humanoides parecidos a las rocas.
- Saurianos: los Saurianos (también conocidos como "El Pueblo") eran originalmente lagartos que fueron expuestos a la primera prueba de bomba nuclear en Nuevo México. Les tomó un tiempo evolucionar y construyeron una ciudad subterránea. Ellos tuvieron un encuentro con Ms. Marvel cuando descubrió su ciudad subterránea. Cuando los Espectros Terribles atacaron, los Saurianos encontraron a Rom. Los sobrevivientes Saurianos se escondieron de los humanos hasta que más tarde se enteraron de la Tierra Salvaje. Los saurianos fueron vistos por algunas personas cuando viajaban a través de Argentina y fueron rescatados por los X-Men que los ayudaron a llegar a la Tierra Salvaje. Se convirtieron en parte de las Tribus Unidas en el momento en que atacaron los Mutados de la Tierra Salvaje. Algún tiempo después, los Saurianos fueron capturados por los Hauk'ka, pero fueron rescatados por los X-Men.[50]
- Hombres de Nieve: los Hombres de Nieve vivían en las altas estepas de Pangea y se asemejan a criaturas parecidas al Yeti. Son una sociedad de cazadores-recolectores. Ka-Zar y Shanna la Diablesa encontraron a dos de ellos canalizando la lava desde el Monte Flavio.[51]

## Otras versiones

### Chica Ardilla volumen 8
En la realidad de Chica Ardilla, la Tierra Salvaje fue creada por una raza desconocida de extraterrestres que crearon dinosaurios como un experimento sobre la biología de la tierra. Eventualmente, el experimento fue finalmente abandonado, y todos los dinosaurios, excepto los de la Tierra Salvaje. En la actualidad pertenece a los científicos, quienes lo protegen como Reserva Natural. La Tierra Salvaje no alberga otras criaturas inteligentes, excepto Ultron, que se ha reconstruido a sí mismo y reside en la Tierra Salvaje.

### Era de Apocalipsis
En la realidad de Era de Apocalipsis, la Tierra Salvaje alberga a Avalon, un refugio secreto para humanos y mutantes. Existe un método para alcanzarlo, pero solo le costará al refugiado todo lo que posee e incluso entonces, no hay garantía de que llegue vivo. Está liderado por Destiny, un Juggernaut pacifista y Douglas Ramsey, este último proporciona un campo que permite que todos se entiendan a pesar de hablar diferentes idiomas. Avalon finalmente fue encontrado por las fuerzas de Apocalipsis y destruido por el Rey Sombra que controlaba la mente de sus habitantes para que se mataran unos a otros. Fue derrotado, pero las bajas fueron altas.

### Age of Ultron
Durante la historia de Age of Ultron, la resistencia del superhéroe contra Ultron se había trasladado a la Tierra Salvaje para idear un plan para derrotar a Ultron.

### Marvel Zombies Return
En Marvel Zombies Return, la Tierra Salvaje, como en todos los demás lugares de la Tierra, ha sido devorada por zombis sobrehumanos, y los zombis supervivientes han pensado que la Tierra Salvaje fue su comida "número uno" después de todo, ya que contenía tal abundancia de comida que en realidad estaban llenos durante una hora completa después de comer allí, a diferencia del hambre voraz habitual que sienten. También es la ubicación de la batalla final entre los zombis y los Nuevos Vengadores, tres zombis que han superado su hambre y el cyborg James Rhodes, al final de la historia, con Rhodes usando uno de sus dedos para atraer a los zombis a una emboscada.

### Earth X
En el universo de la Tierra X, la Tierra Salvaje es donde Magneto construyó su santuario llamado Ciudad Centinela.

### Casa de M
En la realidad de la Casa de M creada por una loca Bruja Escarlata, la Tierra Salvaje era conocida como "Pangea". También se sabe que Kevin Plunder recibió asilo político en los Estados Unidos por su activismo en favor de los derechos humanos en esta tierra prehistórica.

### Marvel 2099
En el futuro alternativo representado en Marvel 2099, un ataque alienígena inunda gran parte de la Tierra, haciendo que la Tierra Salvaje sea el único espacio habitable. Miles de refugiados (incluidos Miguel O'Hara y la mayoría de X-Nation y X-Men) formaron allí sus nuevos hogares, aunque no sin sus propios peligros.

### Los Transformers
En la continuidad de Marvel Comics Transformers, poco después de que la nave espacial Arca se estrellara en la Tierra 4 millones de años antes de la actualidad, la computadora a bordo del Arca detectó el aterrizaje de Shockwave en la prehistórica Tierra Salvaje. El Arca utilizó lo último de sus capacidades para revivir a cinco guerreros Autobots y reconstruirlos en Dinobots, basándose en escaneos de la forma de vida dominante de la Tierra Salvaje: los dinosaurios. Los Dinobots lucharon contra Shockwave, una batalla que terminó en un punto muerto cuando Snarl derribó la montaña en la que se encontraba Shockwave, arrojándolos a todos a un pozo de alquitrán. Ellos permanecieron desactivados hasta el año 1984. Dado que las formas alternativas de los Dinobots se parecen a criaturas que se extinguieron hace mucho tiempo hace 4 millones de años, la Tierra Salvaje proporcionó al autor Bob Budiansky una forma de explicar esto dentro de la línea de tiempo del canon.

### Spider-Geddon
Durante la historia de "Spider-Geddon", una Tierra no identificada alternativa tiene una versión de Spider-Man que vive en la Tierra Salvaje y fue criada por una tribu de arañas gigantes después de un accidente aéreo. Ka-Zar el Cazador le mencionó a Wilson Fisk que su padre mató al último de los Hombres Mono.

### Ultimate Marvel
En el universo de Ultimate Marvel, la Tierra Salvaje es una gran isla en algún lugar del hemisferio sur. Al principio se dijo que había sido creado por Magneto, usando teorías y métodos desarrollados por el Profesor X, como el sitio para experimentos genéticos. El objetivo de Magneto era crear una nueva raza humana a la que le fuera menos difícil gobernar que la actual, que decidiera reiniciar la evolución desde cero y controlar el proceso según sus propias especificaciones. Como resultado de esto, en su nivel actual de avance, tiene dinosaurios y Magneto no ha mostrado más interés en avanzar en la evolución de la Tierra Salvaje. Se ha mantenido en su estado de dinosaurio desde la partida del Profesor X. Esta historia se revela posteriormente como falsa (ver más abajo).
La base original de Magneto estaba en la Tierra Salvaje. Cuando se destruyó en el primer arco de Ultimate X-Men, la computadora que controlaba la base ganó conciencia de sí mismo, y secuestró el proyecto de experimento genético para crear un ejército de esclavos enriquecidos por nanotecnología y zombis. Planeó apoderarse del mundo, pero fue detenido por Wolverine, Cyclops y Kitty Pryde.
La Tierra Salvaje es ahora el hogar de Longshot, que logró llegar allí en un pequeño bote que se lanzó desde Genosha. Longshot recientemente ayudó a Magneto a salir de prisión, y los dos pueden estar planeando algo, pero más tarde Magneto asesina a Longshot.
En Ultimates 3, se revela que los dinosaurios fueron conjurados por Bruja Escarlata como resultado de sus capacidades de deformación de la realidad y no por la creación de Magneto. Los habitantes aborígenes fueron aniquilados y solo queda una pequeña tribu de sobrevivientes, incluidos Ka-Zar y Shanna.
Los habitantes ayudan a los Ultimates a eliminar la última de las fuerzas de Magneto a partir del Ultimátum.

### ¿Y si?
La Tierra Salvaje aparece en una historia de What If donde la Tierra Salvaje estaba terraformando y se ha apoderado de Nueva York. Tanto Ka-Zar como Parnival se sacrifican para regresar a Nueva York a la normalidad, con Shanna como única superviviente de su "familia".
Además, en los problemas What if que implican resultados alternativos a Age of Ultron, un grupo compuesto por Wolverine, Hulk, Peter Parker y Ghost Rider se aventuran a Savage Land para evitar que Master Mold esté bajo el control de una versión futura de Ezequiel Stane de desatar una ola de armaduras Stark en el mundo.

## En otros medios

### Televisión
- Aunque no es el nombre oficial, la Tierra Salvaje parece ser el escenario en Spider-Man (1967), episodio, "Cono Nariz de Neptuno". J. Jonah Jameson envía tanto a Peter con una piloto llamada Penny Jones hasta la Antártida para cubrir una sonda espacial derribado, Pero ellos están atrapados en una tormenta de nieve y se vieron obligados hacia abajo en una zona tropical. Peter tuvo que rescatar a Penny de ser sacrificada, junto con la sonda titular, por un volcán en el trato tanto con la extraña vida silvestre y los nativos de ira.
- La Tierra Salvaje apareció en Las nuevas aventuras de Spider-Man (1981), episodio "El cazador y el cazado". J. Jonah Jameson contrata a Kraven el cazador para capturar el último esmilodonte que se encuentra allí, que resultó ser Zabu. Después de Kraven el Cazador es derrotado, Ka-Zar y Zabu regresaron a la Tierra Salvaje.
- La Tierra Salvaje apareció en algunos episodios de la serie de televisión, X-Men. Sirvió como la ubicación de Mr. Siniestro en su base. Una característica importante de todo fue un dispositivo diseñado por el siniestro que negaba los poderes de cualquier mutante en la Tierra Salvaje salvo por las propias fuerzas de Siniestro, haciendo que el poder de X-Men, mientras que la lucha contra él (con la excepción de las garras de Wolverine ya que eran un "bono" del proceso de Arma X, a pesar de que de este modo podría causar daños en las manos cuando se usa) hasta que la maquinaria fue destruido. Magneto y el Profesor X pasó gran parte de la segunda temporada de la serie atrapado en la Tierra Salvaje (las piernas de Xavier, afortunadamente, después de haber sido restaurados como resultado de la pérdida de sus poderes) hasta que Mr. Siniestro los utilizó como cebo para atraer a los X-Men en una trampa del final de temporada, las fuerzas de Siniestro, posteriormente, siendo derrotado cuando Wolverine escapó a la captura y se asoció con Ka-Zar para infiltrarse en la base y derrotar a Siniestro. En "Tierra Salvaje, Savage Heart", los X-Men retornaron a la Tierra Salvaje para ayudar a Ka-Zar y Shanna luchar contra la amenaza de Garokk.
- La Tierra Salvaje se hace referencia en The Super Hero Squad Show, episodio "Extraño desde una tierra salvaje". Un científico demuestra a sus colegas que la Tierra Salvaje existe, mostrándoles a Zabu de los cuales él cogió. En el episodio "Alboroto en la parte inferior del Mundial," Capitán América, Ms. Marvel y Ka-Zar defender en los puestos de avanzados de S.H.I.E.L.D. en la Tierra Salvaje de Barón Strucker y HYDRA cuando planean hacer uso del transportador dimensional allí para ir a otra dimensión desde que Dark Surfer se movió la Tierra de su órbita.
- En un episodio de Iron Man: Armored Adventures, Obadiah Stane ofreció a Tony, las aguas de la Tierra Salvaje, dando a entender que ellos son capaces de entrar y escapar de las tierras a su antojo.
- La Tierra Salvaje aparece en Hulk and the Agents of S.M.A.S.H., primera temporada, episodio "Tierra Salvaje." Los Agentes de S.M.A.S.H. van a la cabeza a la Tierra Salvaje cuando se rastrea el origen de las erupciones volcánicas allí como Sauron y sus aliados Hombres Lagarto, están tratando de provocar un súper volcán en erupción. En la segunda temporada, cerca del final del episodio "Un Futuro Aplastante, Parte 1: La Era de los Dinosaurios", Hulk condujo al bebé Dinosaurio Diablo y a los otros dinosaurios presentes a la Tierra Salvaje para evitar que se extinguieran.
- La Tierra Salvaje aparece en Avengers Assemble, primera temporada, episodio "Salvajes". Con el fin de mejorar en ningún desafío tecnológico del Capitán América, Tony Stark lleva a Capitán América, Ojo de Halcón y Falcon en un viaje de supervivencia de la Tierra Salvaje sin tecnología por 24 horas. Una vez allí, descubren una conspiración de Justin Hammer para extraer vibranium de la Tierra Salvaje con el fin de entrar en la Camarilla. Justin Hammer incluso utiliza Velocirraptores controlados por la mente con láser en ellos con el fin de proteger su funcionamiento. Con la ayuda de algunos dispositivos primitivos que hizo con el pacifista Tribu Roca, Tony Stark fue capaz de liberar a los velocirraptores del Control de Justin Hammer y detener la operación minera de Justin Hammer.
- La Tierra Salvaje aparece en Ultimate Spider-Man: Web Warriors, episodio "El Hombre Araña Salvaje". Spider-Man va allí con Wolverine en busca de Ka-Zar y para detener un plan por Supervisor y Kraven el cazador donde planeaban capturar a Zabu como parte de un ritual que Kraven el cazador tiene previsto llevar a cabo con el fin de convertirse en inmortal.

### Película
- La Tierra Salvaje se menciona en Next Avengers: Heroes of Tomorrow.
- El productor de la serie de películas X-Men, Hutch Parker, dijo que Marvel o Fox pueden tener Ka-Zar y la Tierra Salvaje en su serie de películas.[60]
- La Tierra Salvaje hace un cameo en la película de Marvel Cinematic Universe (MCU) Doctor Strange en el multiverso de la locura (2022) como una de varias realidades alternativas que visitan Doctor Strange y América Chávez,[61][62]quiénes estaban tratando de escapar de la Bruja Escarlata. Chávez abrió un portal a través del Multiverso enviándolo a ella y a Strange, avanzando a toda velocidad, atravesaron la Tierra Salvaje donde un Tyrannosaurus Rex estaba luchando contra un Triceratops.

### Videojuegos
- La Tierra Salvaje es el escenario de Wolverine en el juego arcade e importado de consolas X-Men: Children of the Atom. También es la primera etapa del juego Sega Genesis X-Men, y la quinta etapa de X-Men 2: Clone Wars.
- La Tierra Salvaje aparece como una de las arenas en X-Men: Next Dimension.
- En X-Men Legends II: Rise of Apocalypse (que se basa libremente en la historia de Age of Apocalypse), Avalon es la base de Magneto en Tierra Salvaje. Los X-Men y la Hermandad de Mutantes usan Avalon como su cuartel general durante su estancia en la Tierra Salvaje. En Avalon, los X-Men y la Hermandad de mutantes pueden interactuar con Ka-Zar y Shanna la Diablesa, así como con Garokk cuando es colocado en una celda de estasis tras su derrota.
- La Tierra Salvaje aparece en Marvel Super Hero Squad. Se muestra como la segunda misión y como una ronda en el modo batalla.
- La Tierra Salvaje fue referenciada en Spider-Man: Shattered Dimensions. En los momentos iniciales del nivel de Kraven el Cazador cuando Amazing Spider-Man está investigando la sala de trofeos de Kraven, había varias cabezas disecadas y montadas de dinosaurios en la sala de trofeos. Esto se hizo referencia a los múltiples viajes de Kraven el Cazador a la Tierra Salvaje.
- La Tierra Salvaje aparece en Marvel: Avengers Alliance.[63] Es el escenario de Special Operations 21 que detalla una lucha de poder en Tierra Salvaje entre Sauron, Stegron, Mister Sinister, Alto Evolucionador y A.I.M. El agente de S.H.I.E.L.D. y los superhéroes tuvieron que luchar contra Iso-Saurs (una raza de dinosaurios evolucionados por el Iso-8) que fueron creados por el Alto Evolucionador.
- La Tierra Salvaje se mencionó brevemente en Lego Marvel Super Heroes. Cuando la Mole, Capitán América y Tormenta visitan una isla donde se lanza Asteroide M donde luchan contra Rhino, Magneto y los Acolytes, también se topan con Velociraptorres que fueron importados de la Tierra Salvaje.
- La Tierra Salvaje sirve de escenario de combates en el videojuego Marvel Contest of Champions.